# Katoličke Čaire
Katoličke Čaire – wieś w Chorwacji, w żupanii sisacko-moslawińskiej, w mieście Kutina. W 2011 roku liczyła 232 mieszkańców.